# Taner Ölmez (actor)
Taner Ölmez (Tunceli, 9 de agosto de 1986) es un actor y músico turco, conocido por interpretar el papel de Ali Vefa, protagonista de la serie Mucize Doktor.

## Biografía
Taner Ölmez nació el 9 de agosto de 1986 en Tunceli (Turquía), en el seno de una familia de origen zaza; tiene un hermano llamado Taylan Özgür Ölmez (que es músico).

## Carrera
Taner Ölmez, después de graduarse en el departamento de teatro del Conservatorio Estatal de la Universidad de Estambul, comenzó a participar en varios comerciales como Ülker Albeni, Ülker Sunny, Piyale Pigafest, Turkcell, Finish y Lysol. En 2009 hizo su debut televisivo con el papel de Hayati en la serie emitida en Star TV Kül ve Ateş. En 2009 y 2010 interpretó el papel de Gıyabettin en la serie emitida en ATV Kapalıçarşı.
En 2010 apareció con el papel de Yavuz Moran de joven en la serie de ATV Aşk ve Ceza y protagonizó la obra Çatı. Al año siguiente, en 2011, consiguió el papel de Mustafa en la serie emitida en ATV İstanbul'un Altınları. En el mismo año participó en la obra Aut en el teatro İkincikat. En 2012 interpretó el papel de Deniz en la serie transmitida por Star TV Çıplak Gerçek y el papel de Celal en la película Uzun Hikâye dirigida por Osman Sınav.
En 2012 y 2013 interpretó el papel de Sadık en la serie emitida en Kanal D Kayıp Şehir. En 2013 se unió al elenco de la serie emitida en ATV Tatar Ramazan, interpretando el papel de Çoban Ahmet. De 2013 a 2015 fue elegido para interpretar el papel de Mert Asım Serez en la serie emitida en Star TV Medcezir, junto a los actores Çağatay Ulusoy y Serenay Sarıkaya. En 2014 protagonizó la obra Katil Joe en el teatro iN. En 2016 interpretó el papel de Genç Osman en la serie emitida en Fox Muhteşem Yüzyıl Kösem.
En 2017 interpretó el papel de Aleko en la serie emitida en Show TV Yüz Yüze y el papel de Osman en la película Kırık Kalpler Bankası dirigida por Onur Ünlü. En el mismo año participó en la obra Semaver ve Kumpanya en el teatro Semaver Kumpanya. En 2018 interpretó el papel de Tayfur en la serie web de BluTV Dudullu Postası, el papel de Halıcı Müşterisi en la película Gerçek Kesit: Manyak dirigida por Onur Ünlü, el papel de Ahmet Akbaş en la película Müslüm y el papel del autoestopista en cortometraje Zor Yol.
En 2019 participó en el elenco de la serie web de YouTube İçten Sesler Korosu, en el papel de Ayaz y lanzó el álbum Memleket Nere con el grupo musical Barabar. En el mismo año interpretó el papel de Ali Vefa en la serie de Fox Kadın. De 2019 a 2021, nuevamente con el personaje de Ali Vefa, fue elegido para protagonizar la serie de televisión médica emitida en Fox Mucize Doktor, junto a los actores Sinem Ünsal, Onur Tuna, Hazal . Türesan, Murat Aygen y Reha Özcan. En 2020 consiguió el papel de Burak  en la serie web de Netflix The Protector (Hakan: Muhafız) y protagonizó el cortometraje 25 Litre: Suyun Peşinde.
En 2022 interpretó el papel de Çınar Demir en la serie web de BluTV Alef. Al año siguiente, en 2023, se unió al elenco de la serie web de Netflix Yaratılan, en el papel de Ziya. Ese mismo año actuó en la obra Nasreddin Hoca en el teatro Semaver Kumpanya. En 2024 interpretó el papel principal de Barış Telli en la película Hayatla Barış dirigida por Ekin Pandir y el papel de Cesur en la serie emitida en Show TV Deha.

## Vida personal
Taner Ölmez el 29 de junio de 2021 se casó con su colega Ece Çeşmioğlu, con quien tuvo una hija llamada Zeynep, nacida en 2022.

## Filmografía

### Cine
| Año  | Título                | Personaje        | Director           |
| ---- | --------------------- | ---------------- | ------------------ |
| 2012 | Uzun Hikâye           | Celal            | Osman Sınav        |
| 2017 | Kırık Kalpler Bankası | Osman            | Onur Ünlü          |
| 2018 | Gerçek Kesit: Manyak  | Halıcı Müşterisi | Onur Ünlü          |
| 2018 | Müslüm                | Ahmet Akbaş      | Ketche y Can Ulkay |
| 2024 | Hayatla Barış         | Barış Telli      | Ekin Pandir        |

### Televisión
| Año       | Título                | Personaje            | Cadeña  | Notas        |
| --------- | --------------------- | -------------------- | ------- | ------------ |
| 2009      | Kül ve Ateş           | Hayati               | Star TV |              |
| 2009-2010 | Kapalıçarşı           | Gıyabettin           | ATV     | 38 episodios |
| 2010      | Aşk ve Ceza           | Yavuz Moran de joven | ATV     | 1 episodio   |
| 2011      | İstanbul'un Altınları | Mustafa              | ATV     | 13 episodios |
| 2012      | Çıplak Gerçek         | Deniz                | Star TV | 1 episodio   |
| 2012-2013 | Kayıp Şehir           | Sadık                | Kanal D | 25 episodios |
| 2013      | Tatar Ramazan         | Çoban Ahmet          | ATV     | 3 episodios  |
| 2013-2015 | Medcezir              | Mert Asım Serez      | Star TV | 77 episodios |
| 2016      | Muhteşem Yüzyıl Kösem | Genç Osman           | Fox     | 12 episodios |
| 2017      | Yüz Yüze              | Aleko                | Show TV | 2 episodios  |
| 2019      | Kadın                 | Ali Vefa             | Fox     |              |
| 2019-2021 | Mucize Doktor         | Ali Vefa             | Fox     | 64 episodios |
| 2024      | Deha                  | Cesur                | Show TV | ¿? episodios |

### Web TV
| Año  | Título                         | Personaje   | Plataforma | Notas        |
| ---- | ------------------------------ | ----------- | ---------- | ------------ |
| 2018 | Dudullu Postası                | Tayfur      | BluTV      | 13 episodios |
| 2019 | İçten Sesler Korosu            | Ayaz        | YouTube    | 1 episodio   |
| 2020 | The Protector (Hakan: Muhafız) | Burak       | Netflix    | 8 episodios  |
| 2022 | Alef                           | Çınar Demir | BluTV      | 8 episodios  |
| 2023 | Yaratılan                      | Ziya        | Netflix    | 8 episodios  |

### Cortometrajes
| Año  | Título                  | Personaje     |
| ---- | ----------------------- | ------------- |
| 2018 | Zor Yol                 | Autoestopista |
| 2020 | 25 Litre: Suyun Peşinde |               |

## Teatro
| Año  | Título              | Teatro                  |
| ---- | ------------------- | ----------------------- |
| 2010 | Çati                |                         |
| 2011 | Aut                 | Teatro İkincikat        |
| 2014 | Katil Joe           | Teatro iN               |
| 2017 | Semaver ve Kumpanya | Teatro Semaver Kumpanya |
| 2023 | Nasreddin Hoca      | Teatro Semaver Kumpanya |

## Comerciales
| Título          |
| --------------- |
| lker Albeni     |
| Ülker Sunny     |
| Piyale Pigafest |
| Turkcell        |
| Finalizar       |
| Lysol           |

## Discografía

### Álbum
| Año  | Título        | Notas                        |
| ---- | ------------- | ---------------------------- |
| 2019 | Memleket Nere | Con el grupo musical Barabar |

## Premios y reconocimientos
| Año  | Premio                                     | Categoría                              | Trabajo       | Resultado |
| ---- | ------------------------------------------ | -------------------------------------- | ------------- | --------- |
| 2014 | Premio teatral Afife                       | Actor de reparto más exitoso del año   | Katil Joe     | Ganador   |
| 2014 | Sadri Alisik Theatre and Cinema Awards     | Mejor actor de reparto                 |               | Nominado  |
| 2019 | ELLE Style Awards                          | Actor emergente del año                | Mucize Doktor | Ganador   |
| 2019 | Pantene Golden Butterfly Awards            | Mejor actor                            | Mucize Doktor | Ganador   |
| 2020 | Altin 61                                   | Mejor actor del año                    | Mucize Doktor | Ganador   |
| 2020 | Ayakli Gazete TV Stars Awards              | Mejor actor en una serie de televisión | Mucize Doktor | Ganador   |
| 2020 | International Izmir Film Festival          | Mejor actor de serie de televisión     | Mucize Doktor | Nominado  |
| 2020 | Golden Palm Awards                         | Mejor actor de serie de televisión     | Mucize Doktor | Nominado  |
| 2020 | Pantene Golden Butterfly Awards            | Actor de televisión masculino del año  | Mucize Doktor | Nominado  |
| 2020 | Premio Dilek de la Universidad de Yeditepe | Mejor actor                            | Mucize Doktor | Ganador   |
| 2020 | PRODU Awards                               | Mejor actor en una serie extranjera    | Mucize Doktor | Ganador   |
| 2020 | Turkey Youth Awards                        | Mejor actor de televisión              | Mucize Doktor | Nominado  |
| 2021 | Ayakli Gazete TV Stars Awards              | Mejor actor de serie de televisión     | Mucize Doktor | Nominado  |
| 2021 | Premio Kristal Geyik                       | Mejor actor del año                    | Mucize Doktor | Ganador   |
| 2021 | Premio Sinemaport                          | Mejor actor revelación                 | Mucize Doktor | Ganador   |
| 2021 | Premio IEEE METU a las redes sociales      | Actor más exitoso del año              | Mucize Doktor | Ganador   |